# 山下潤
山下潤（Yamashita Jun，1997年8月23日—）是日本田徑運動員，主攻短跑項目。他代表日本參加2017年夏季世界大學運動會田徑比賽，並獲得男子4×100公尺接力金牌。
他的父親是1986年亞洲運動會男子三級跳遠冠軍山下訓史，兄長山下航平也曾參加2016年夏季奧林匹克運動會田徑男子三級跳遠比賽。

## 賽事記錄
| 年        | 賽事                   | 舉辦城市     | 名次      | 項目          | 記錄      |
| 代表 日本 | 代表 日本              | 代表 日本    | 代表 日本 | 代表 日本     | 代表 日本 |
| --------- | ---------------------- | ------------ | --------- | ------------- | --------- |
| 2014      | 夏季青年奧林匹克運動會 | 中國南京     | 第6名     | 200公尺       | 21.62     |
| 2016      | 世界U20錦標賽          | 波蘭比得哥什 | 第8名     | 200公尺       | 20.94     |
| 2016      | 世界U20錦標賽          | 波蘭比得哥什 | 亞軍      | 4×100公尺接力 | 39.01     |
| 2017      | 世界接力賽             | 巴哈馬拿索   | 第15名    | 4×100公尺接力 | 40.31     |
| 2017      | 夏季世界大學生運動會   | 臺灣臺北市   | 第8名     | 200公尺       | 21.16     |
| 2017      | 夏季世界大學生運動會   | 臺灣臺北市   | 冠軍      | 4×100公尺接力 | 38.65     |

## 外部連結
- 山下潤在国际奥林匹克委员会的资料
- 山下潤在的頁面
- 山下潤的X（前Twitter）